# 涙の電話リクエスト
「○○（パーソナリティの名前）の涙の電話リクエスト」（なみだのでんわリクエスト）はニッポン放送のラジオ番組。
1990年10月～1993年3月に『山田邦子涙の電話リクエスト』として土曜夜のナイターオフ枠（18:00～20:00）で放送開始し、1993年4月からは土曜午後の通年番組に移行（Jリーグ中継の無い日に放送）。

## 「涙の電話リクエスト」の歴史

### 番組放送期間
- 1990年10月～2006年3月・2017年6月

### 番組名
| 放送期間              | 番組名                                                         | パーソナリティ                                         | 放送時間                                   |
| --------------------- | -------------------------------------------------------------- | ------------------------------------------------------ | ------------------------------------------ |
| 1990年10月～1993年3月 | 山田邦子涙の電話リクエスト                                     | 山田邦子・桜庭亮平（当時ニッポン放送アナウンサー）     | 土曜 18:00～20:00                          |
| 1993年4月～1993年9月  | 山田邦子涙の電話リクエスト                                     | 山田邦子・桜庭亮平（当時ニッポン放送アナウンサー）     | 土曜 15:30～17:40                          |
| 1993年10月～1998年3月 | 山田邦子涙の電話リクエスト                                     | 山田邦子・桜庭亮平（当時ニッポン放送アナウンサー）     | 土曜 15:00～17:40                          |
| 1998年4月～1998年9月  | うえちゃんの涙の電話リクエスト                                 | 上柳昌彦（当時ニッポン放送アナウンサー）・よしきくりん | 土曜 15:00～17:45                          |
| 1998年10月～1999年3月 | うえちゃん・山瀬の涙の電話リクエスト（第1期）                  | 上柳昌彦・山瀬まみ                                     | 土曜 15:00～17:45                          |
| 1999年4月～2002年9月  | うえちゃん・山瀬の涙の電話リクエスト（第1期）                  | 上柳昌彦・山瀬まみ                                     | 土曜 15:00～17:00                          |
| 2002年10月～2004年3月 | そーぐち・山瀬の涙の電話リクエスト                             | 荘口彰久（当時ニッポン放送アナウンサー）・山瀬まみ     | 土曜 15:00～17:00                          |
| 2003年9月～2006年9月  | ブロードバンド!ニッポンサタデースペシャル 涙のメールりくえすと | 増山さやか（ニッポン放送アナウンサー）                 | 地上デジタルラジオmudigi 土曜 14:00～17:00 |
| 2006年10月～2007年9月 | ブロードバンド!ニッポンサタデースペシャル 涙のメールりくえすと | 上田郁代                                               | 地上デジタルラジオmudigi 土曜 14:00～17:00 |
| 2004年4月～2006年3月  | うえちゃん・山瀬の涙の電話リクエスト（第2期）                  | 上柳昌彦・山瀬まみ                                     | 土曜 15:00～17:00                          |
| 2017年6月12日         | ベッキーとリスナーがガチトーク！涙の電話リクエスト             | ベッキー                                               | 月曜 18:00～21:50                          |

## 沿革
- 開始当初は「山田邦子涙の電話リクエスト」というタイトルで、パーソナリティが山田邦子、アシスタントが桜庭亮平アナウンサーであった（ただし、桜庭の仕事の都合で山田が単独で進行した週もあった）。タイトルはチェッカーズの曲「涙のリクエスト」から取られている。
- 1998年4月に山田・桜庭のコンビが平日朝の「クニちゃんサクちゃんのワンダフルりくえすと ヤマダ・マイ・ハウス」に移動したのに伴いパーソナリティが上柳昌彦（第一期）、アシスタントが｢うえちゃんのホッとラジオ ヨッ!お疲れさん｣、「うえちゃんの花の土曜日おっかけラジオ」でもアシスタントを務めたよしきくりんとなって交代し、タイトルも「うえちゃんの涙の電話リクエスト」に変更した。
  - その際、番組のテーマソングおよびジングルは、山田邦子時代のもののキーを変更しメロディはそのままで使用していた。（当然ながら演奏はし直している。）
  - よしきは短期間で降板し、1998年10月からは、本番組の直前の『NISSANラジオパラダイス』（土曜13:00～15:00）で同年3月まで「あとちゃん・山瀬の歌のギャップ10」でパーソナリティを務めていた山瀬まみに交代、「うえちゃん・山瀬の涙の電話リクエスト」に変更した。
- その後、2002年秋に上柳が「テリーとうえちゃんのってけラジオ」から朝の「うえやなぎまさひこのサプライズ!」に異動になったため、当時ニッポン放送アナウンサーの荘口彰久に交代し、山瀬・荘口がメインパーソナリティとなり、タイトルが「そーぐち・山瀬の涙の電話リクエスト」となってリニューアルスタートした。
- 2004年4月には荘口が5月付での退職により降板し、パーソナリティが上柳と山瀬に戻り、タイトルが再び「うえちゃん・山瀬の涙の電話リクエスト」へ戻った。そのため、結果的にうえちゃんはサプライズと兼任し週6日出勤の形になった。

### うえちゃん・山瀬の涙の電話リクエスト
うえちゃん・山瀬の涙の電話リクエスト（-やませのなみだのでんわ-）は1998年10月から2002年9月までと2004年3月27日から2006年3月18日まで放送していたラジオ番組。
放送時間は開始当初は毎週土曜日15:00～17:45だったが、1999年4月から毎週土曜日 15:00～17:00に放送されていた。
なお、Jリーグ中継の場合は放送休止、もしくは特別番組の編成によって1時間に短縮される場合があった。
パーソナリティは当時ニッポン放送アナウンサーの上柳昌彦（出演当時の表記は平仮名の“うえやなぎまさひこ”）と山瀬まみ。提供はジャパンエナジー（JOMO 現：JXTGエネルギーENEOS）。

### 内容
- リスナーからのリクエスト曲に関する思い出を読み、上柳と山瀬が感想について語りあった後、リクエスト曲をかける番組。
- 童話を山瀬が朗読するコーナーもあった。（JOMO童話の花束）